# Den boje za svobodu a demokracii a Mezinárodní den studentstva
Den boje za svobodu a demokracii a Mezinárodní den studentstva je státní svátek České republiky připadající na 17. listopad. Je daný zákonem č. 245/2000 Sb., účinným od 9. srpna 2000, jakožto připomínka začátku sametové revoluce v roce 1989 a uzavření českých vysokých škol nacisty v roce 1939. Události z podzimu 1939 celosvětově připomíná Mezinárodní den studentstva.
Na Slovensku je 17. listopad jakožto Den boje za svobodu a demokracii (slovensky Deň boja za slobodu a demokraciu) rovněž státním svátkem.

## Historie
Svátek je slaven jako připomenutí dvou událostí moderních českých dějin, spojených se studenty českých vysokých škol.

### 17. listopad 1939

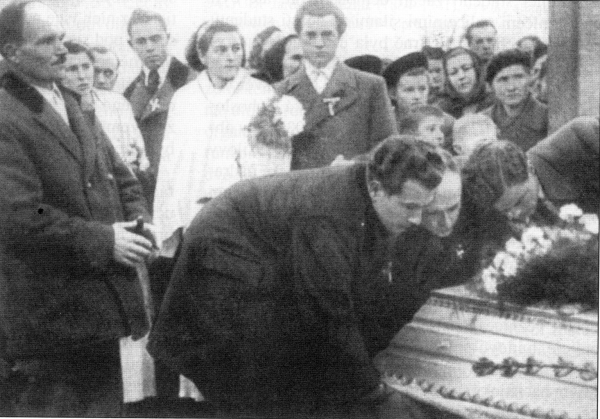
Pohřeb Jana Opletala 16. listopadu 1939

Na začátku druhé světové války v reakci na demonstrace 28. října 1939 a nepokoje, spojené s pohřbem studenta Jana Opletala, rozhodlo vedení nacistického Německa o uzavření českých vysokých škol na tři roky. V noci z 16. na 17. listopadu provedly nacistické bezpečnostní složky razie v Praze, Brně a Příbrami s cílem dopadnout vedoucí studentských organizací a internovat ostatní studenty. Devět představitelů studentských vůdců (Josef Adamec, Jan Černý, Marek Frauwirth, Jaroslav Klíma, Bedřich Koula, Josef Matoušek, František Skorkovský, Václav Šaffránek a Jan Weinert) bylo bez soudu popraveno v ruzyňských kasárnách. Celkem 1200 zatčených studentů bylo poté převezeno do koncentračního tábora Sachsenhausen-Oranienburg, odkud jich byla většina propuštěna koncem roku 1942, zbytek pak v lednu 1943. Z těchto 1200 studentů nepřežilo útrapy koncentračních táborů 35.
Ústřední svaz československého studentstva vyvíjel po roce 1939 v zahraničí za pomoci československé exilové vlády aktivní činnost, jejímž vyvrcholením byla londýnská schůze Mezinárodní studentské rady v roce 1941, která přijala Prohlášení spojeneckých studentů k 17. listopadu, jež vyhlásilo tento den Mezinárodním dnem studentstva.

### 17. listopad 1989

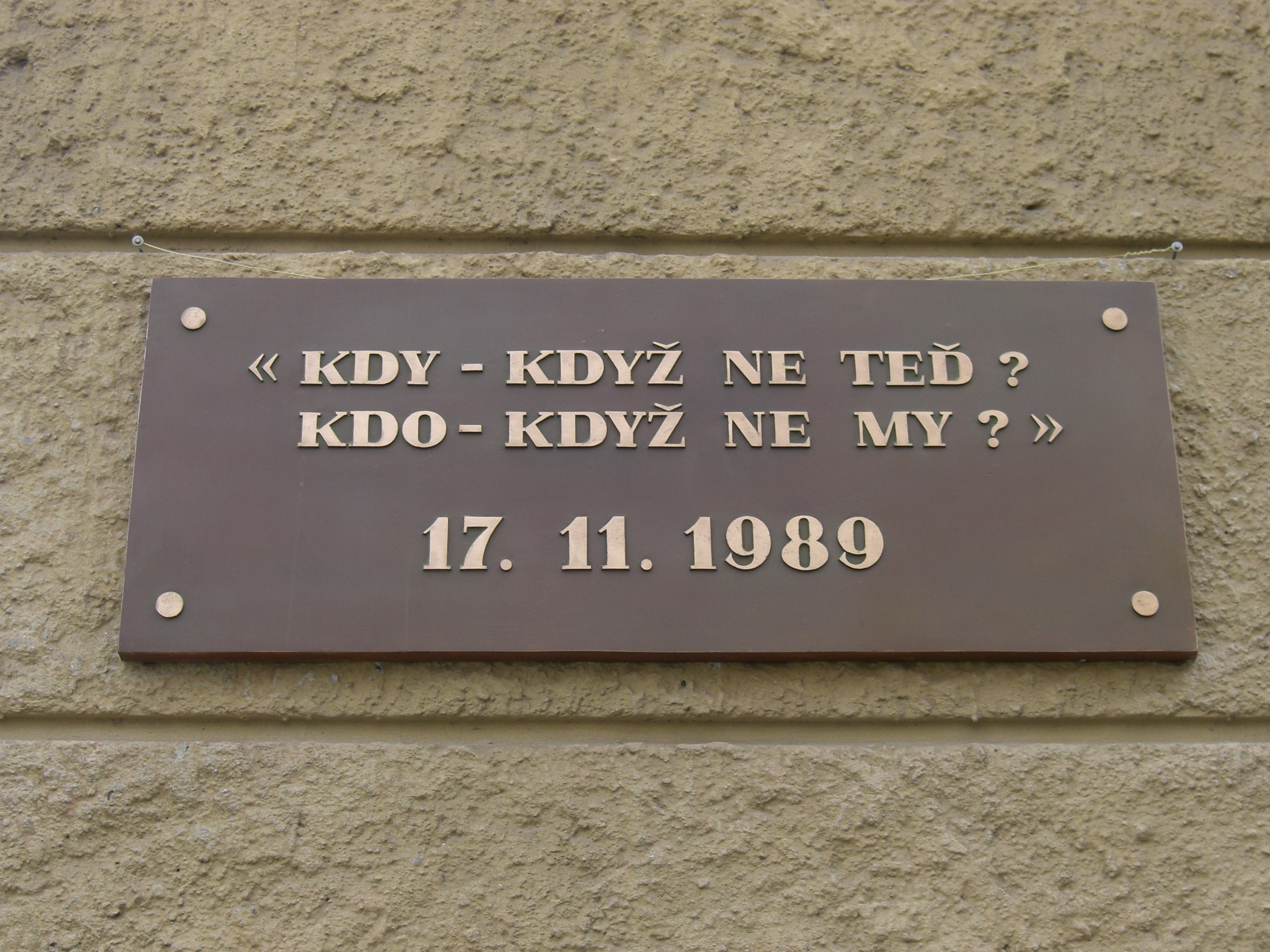
Pamětní deska na Albertově v Praze odkazující k událostem 17. listopadu 1989

Druhá událost se odehrála 17. listopadu 1989, kdy připomínka 50. výročí nacistických represí přerostla v demonstraci proti československému komunistickému režimu, která zahájila sametovou revoluci. V pátek 17. listopadu se na pražském Albertově sešli studenti pražských vysokých škol. V 15:40 se na Albertově nacházelo přibližně 500 až 600 lidí, ale jejich počet poměrně rychle narůstal. Manifestace začala v 16:00 zpěvem studentské písně „Gaudeamus igitur“ a projevem Martina Klímy z uskupení Nezávislých studentů. Státní bezpečnost (StB) odhadovala počet účastníků až na 15 000 lidí, ale další zdroj hovoří o davu až 50 000 lidí. V 16:40 byla tato část manifestace ukončena a pořadatelé vyzvali k pochodu na Vyšehrad ke hrobu Karla Hynka Máchy. Část lidí chtěla ale směřovat na Václavské náměstí, kam měli původně demonstrující dojít, jak hlásal leták vytištěný k manifestaci. Mezi odhodlanými byl i poručík StB Ludvík Zifčák, který byl později pokládán za mrtvého studenta Martina Šmída. Na Vyšehrad postupně dorazil dav přibližně 10 000 lidí, kteří zcela zaplnili prostranství před kostelem. V 18:15 byla demonstrace oficiálně ukončena.
Po skončení oficiální části demonstrace se dav neplánovaně vydal do centra města. Přibližně 5 000 lidí pokračovalo směrem na Karlovo náměstí. Přibližně v 19:12 přišel rozkaz, že se má dav na vhodném místě zablokovat. Policejní kordon zatarasil Most 1. máje, čímž zabránil davu odbočit směrem na Pražský hrad, demonstrující proto zahnuli kolem Národního divadla na Národní třídu a pokračovali směrem na Václavské náměstí. V 19:25 byla kordonem přehrazena Národní třída v prostoru Perštýna. Když bylo čelo demonstrace zastaveno, účastníci si sedli na zem před pořádkové jednotky. Dívky začaly spontánně zasunovat za štíty příslušníků pohotovostního pluku květiny. Jelikož se policejní velitelé obávali opakování předchozí situace z Vyšehradské ulice, kdy dav uzávěru obešel, došlo o čtvrt hodiny později k uzavření ulic Mikulandské a Voršilské, a k zablokování ústupu Národní třídou zpět směrem k Národnímu divadlu. Přibližně 10 000 demonstrantů tak bylo uzavřeno mezi dva policejní kordony. Demonstrující pokračovali v pokojné a nenásilné demonstraci za provolávání hesel jako Máme holé ruce. V této části demonstrace byl ještě demonstrantům umožňován jednotlivě volný odchod.
Přibližně ve čtvrt na devět došlo ke změně situace, kdy již nebylo možné obklíčení opustit a policejní kordon postupující směrem od Národního divadla začal prostor zahušťovat. Pohotovostní pluk Veřejné bezpečnosti a Odbor zvláštního určení (tzv. červené barety) následně začaly demonstrující surově bít obušky. Třebaže byli účastníci demonstrace vyzývání k rozchodu, jediné únikové cesty vedly skrz tzv. uličky, v nichž byli demonstranti brutálně biti. Do 21:20 byla tímto způsobem demonstrace násilně rozptýlena; někteří účastníci byli následně zatčeni a naloženi do připravených autobusů. I po rozehnání demonstrace docházelo ze strany pořádkových jednotek k napadání jednotlivců či skupinek přihlížejících. Nezávislá lékařská komise později uvedla, že během zásahu bylo zraněno 568 lidí.

### Svátek

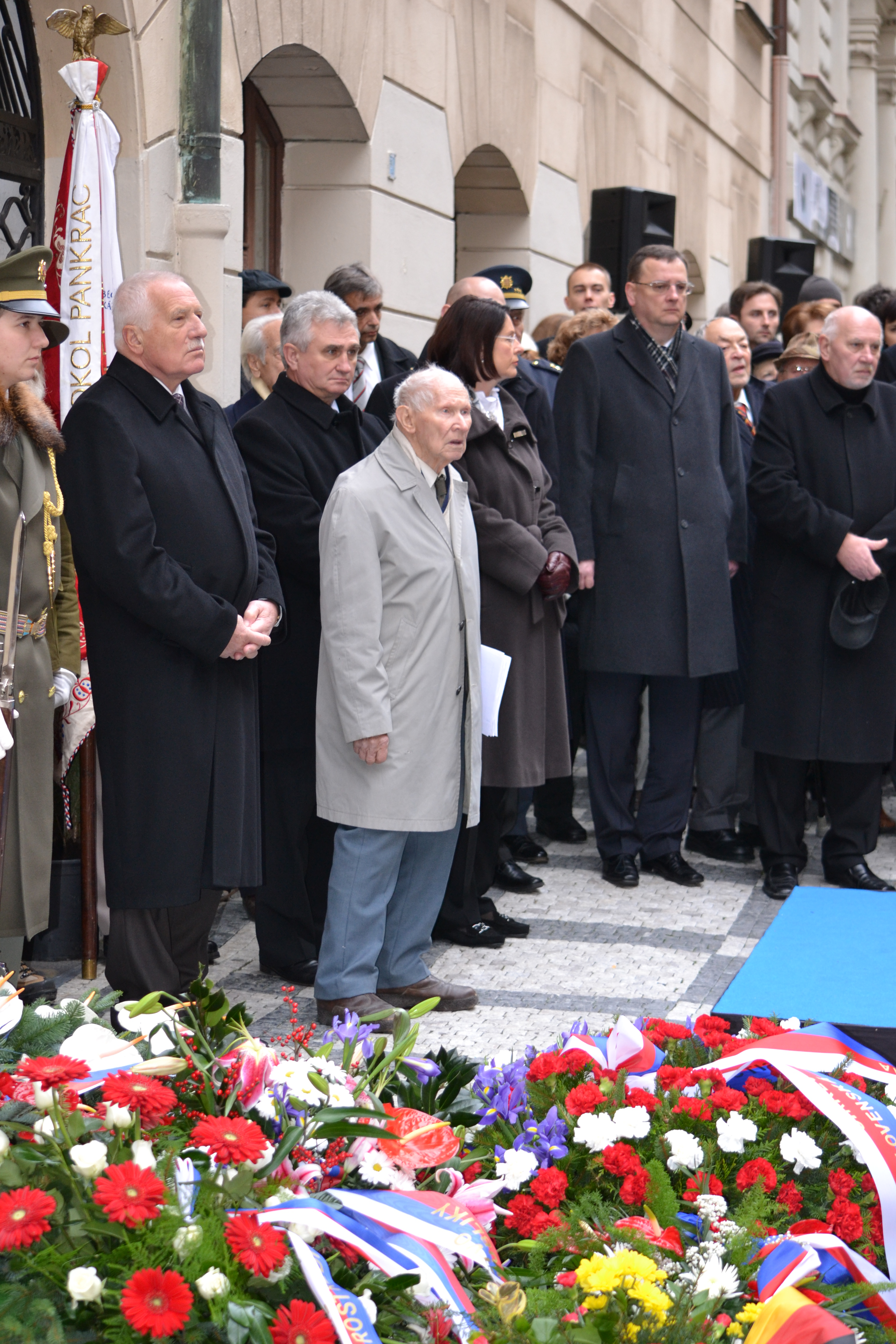
Vzpomínková akce k výročí 17. listopadu 1939 u Hlávkovy koleje v Praze v roce 2012

Mezi československé svátky byl 17. listopad zařazen již krátce po pádu komunistického režimu, a to na základě novelizačního zákona č. 167/1990 Sb., s účinností od 10. května 1990. Stal se významným dnem s názvem Den boje studentů za svobodu a demokracii. Po rozpadu Československa s koncem roku 1992 převzalo samostatné Česko beze změn československý zákon. Na základě nového svátkového zákona č. 245/2000 Sb., s účinností od 9. srpna 2000, byl 17. listopad prohlášen státním svátkem pod názvem Den boje za svobodu a demokracii. Pro výraznější odkaz na události z roku 1939 schválila Poslanecká sněmovna v březnu 2016 přejmenování státního svátku, nově byl navržen název „Mezinárodní den studentstva a den boje za svobodu a demokracii”. Tento krok byl kritizován některými pravicovými opozičními poslanci a historiky. Poslanecký návrh zákona nakonec zamítl Senát a poslanci nedokázali jeho veto v dubnu 2016 přehlasovat. Změna nastala až v prosinci 2018, kdy Poslanecká sněmovna schválila změnu názvu svátku na „Den boje za svobodu a demokracii a Mezinárodní den studentstva“, což následně úspěšně prošlo i zbytkem legislativního procesu. Novelizační zákon č. 48/2019 Sb. vstoupil v účinnost 15. února 2019.
Samostatné Slovensko přijalo již krátce po svém vzniku vlastní svátkový zákon č. 241/1993 Z. z., účinný od 27. října 1993, kde byl 17. listopad zařazen mezi slovenské svátky jakožto památný den pod názvem Den boje proti totalitě (slovensky Deň boja proti totalite). Státním svátkem s názvem Den boje za svobodu a demokracii (slovensky Deň boja za slobodu a demokraciu) se stal na základě zákona č. 442/2001 Z. z., účinného od 15. listopadu 2001.

## Slavení svátku v Česku

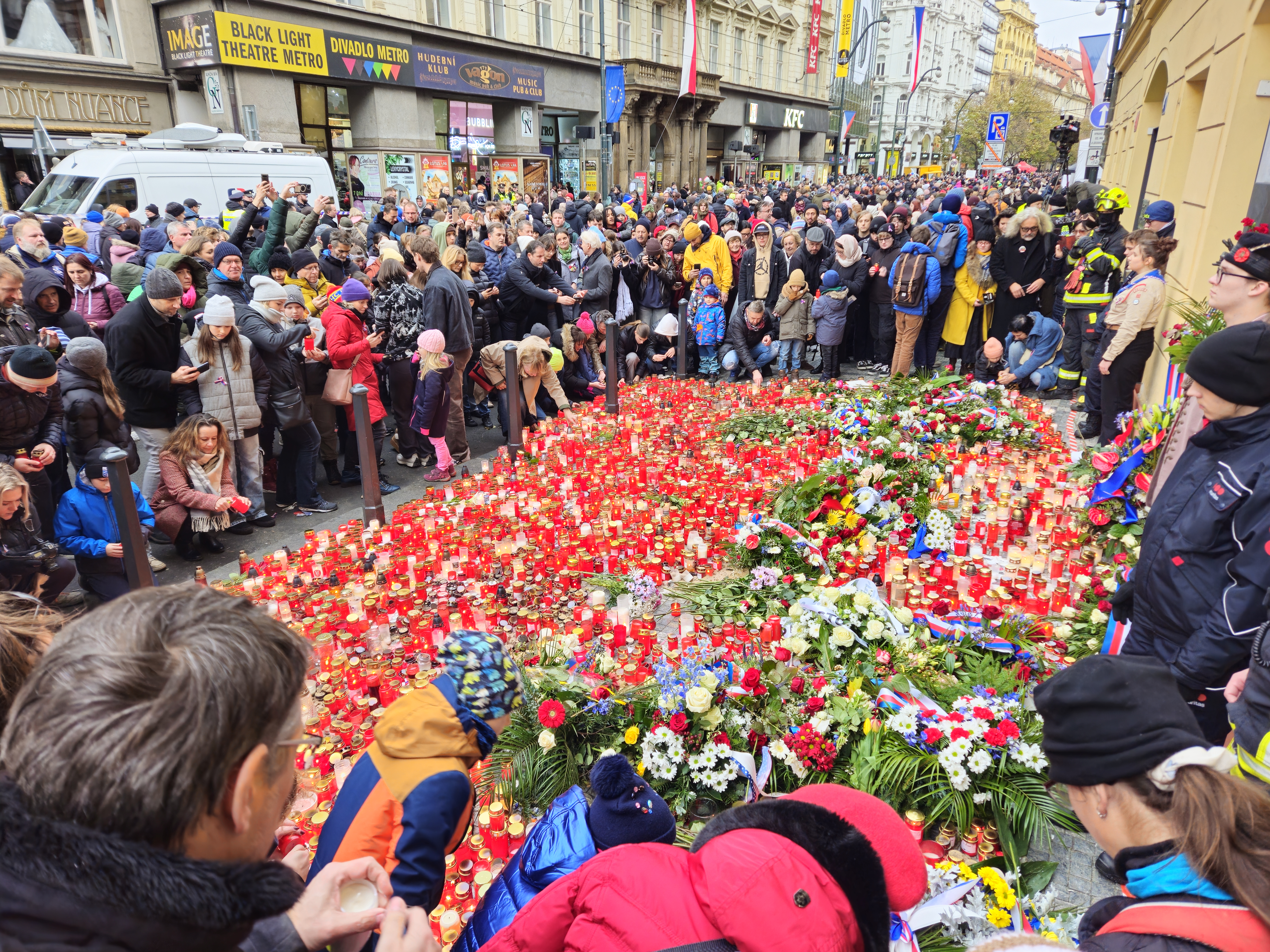
Vzpomínkové místo u pamětní desky na Národní třídě v Praze v roce 2024

Vzpomínkové akce se konají po celé České republice, často pod hlavičkou Festivalu svobody. V Praze se v jeho rámci uskutečňuje například uctění 17. listopadu na Albertově, akce Korzo Národní či Koncert pro budoucnost na Václavském náměstí. Na Národní třídě také zaznívá živě zpívaná píseň „Modlitba pro Martu“, neformální hymna sametové revoluce.
Svátku dříve využívali k demonstracím a sebepropagaci příslušníci krajní pravice, přičemž někdy docházelo i ke střetům, např. s anarchisty.